# Faculté de droit en France
En France, les facultés de droit ou écoles de droit ont reçu, depuis 1984, l'appellation administrative d'unités de formation et de recherche en droit (UFR de droit).
Elles sont une composante des universités destinées à former des étudiants à l'étude du droit et des sciences politiques afin de les préparer aux professions juridiques ou judiciaires. L'expression « faculté de droit » continue à être utilisée couramment.
Avant la réforme licence-master-doctorat, les universités avaient le monopole de la délivrance des diplômes sanctionnant l'accomplissement d'études à dominante juridique. Depuis, certains établissements (privés et publics) accrédités et contrôlés par l'État peuvent aussi délivrer de tels diplômes. Elles assurent aussi la formation continue. Il existe à nouveau depuis 2008 des filières d'enseignement et de recherche privées qui délivrent les diplômes de droit.
La Conférence des doyens de droit et science politique est l'association loi de 1901 regroupant l'ensemble des directeurs d'UFR de droit en France.

## Histoire

### Création de la faculté de droit de Paris auXIIesiècle

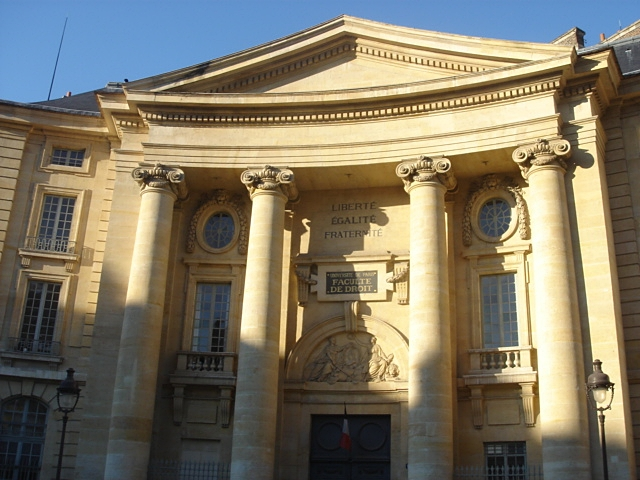
Façade de la Faculté de droit de l'Université de Paris 1 Panthéon Sorbonne.

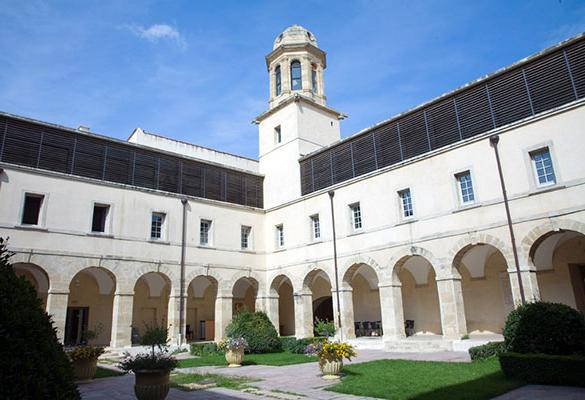
La Faculté de droit et science politique de Montpellier.

C’est au commencement du XIIe siècle que les écoles de Paris, où enseignent Guillaume de Champeaux et Abélard, acquièrent une réputation qui fait accourir en grand nombre les étudiants. Il y a alors à Paris, outre l’école cathédrale de Notre-Dame, placée sous l’autorité immédiate de l’évêque, et dont l’enseignement est exclusivement théologique, les écoles de la Montagne Sainte-Geneviève, qui paraissent avoir été indépendantes de toute autorité ecclésiastique ou civile. On y enseigne le trivium et le quadrivium, et surtout la dialectique.
C’est de la réunion des écoles de logique, établies sur la Montagne, avec l’école de théologie, qui est dans le cloître Notre-Dame, que s’est formée l’université de Paris. Au commencement du XIIIe siècle, les maitres et les étudiants de Paris s’organisent sous ce nom en une corporation, qui est reconnue par deux bulles d’Innocent III, et qui en 1255 reçoit d’Innocent IV le privilège d’avoir son propre sceau. Cette corporation comprend quatre facultés, celles de théologie, de droit canon, de médecine, et des arts ; la faculté des arts, dont les écoles sont pour la plupart à la rue du Fouarre, se divise elle-même en quatre « nations », française, normande, picarde et anglaise.
Les grades universitaires, sont établis dès le XIIIe siècle: la déterminance ou le baccalauréat ; la licence, conférée alors par le chancelier de Notre-Dame ou par celui de Sainte-Geneviève ; et la maitrise ou le doctorat, c’est-à-dire l'admission du licencié dans la corporation des maitres. Les étudiants sont désargentés, et subsistent grâce aux bourses fondées à leur intention ; les boursiers, à partir du XIIIe siècle, vivent en commun dans des maisons appelées collèges. L’une des premières de ces maisons est fondée par Robert de Sorbon à l’usage des étudiants de la Faculté de théologie ; elle est bientôt connue sous le nom de Sorbonne.
L'Université n’admet comme étudiants que des hommes célibataires. Des femmes exercent néanmoins la médecine, jusqu'au procès de Jacoba Félicie en 1322, et malgré un décret de 1270 interdisant l'exercice de la médecine à ceux qui n'ont pas suivi d'enseignement universitaire. Cela a pour effet, à partir du XIVe siècle, d'interdire aux femmes de pratiquer la médecine et la chirurgie, alors qu'elles s'y illustrent depuis l'Antiquité et sont chargées de soigner les malades et d'assurer le monopole de la faculté de Paris sur la médecine, sauf l'obstétrique. La conséquence en est également que les femmes sont moins bien prises en charge.
Du XIIIe au XVe siècle, cinquante collèges sont créés dans l’université de Paris : les principaux sont, outre celui de Sorbonne, les collèges de Navarre, du cardinal Lemoine, d’Harcourt, du Plessis, des Lombards, des Écossais, etc.
L'acte fondateur du « droit français », au sens linguistique du terme, est sans doute la décision du roi François Ier de choisir la langue française comme seule langue du droit et de l'administration par l'ordonnance de Villers-Cotterêts (1539, ou « Ordonnance générale sur le fait de la justice, police et finances »). Ce règlement était contemporain de la diffusion de l'humanisme juridique par un courant de juristes (Guillaume Budé, François Douaren, François Hotman, etc.) qui essayaient de développer une meilleure compréhension du Corpus iuris civilis (ou Code justinien).

### Création des facultés de droit en province

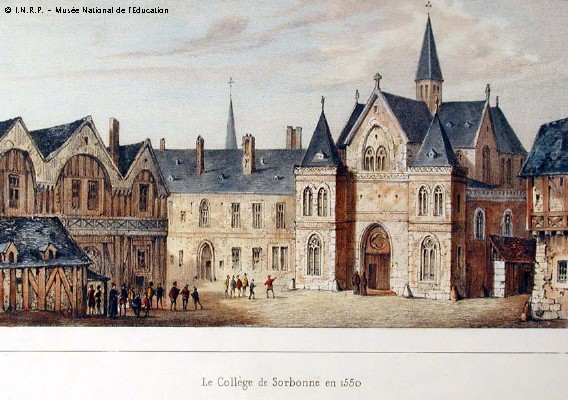
Le collège de Sorbonne en 1550.

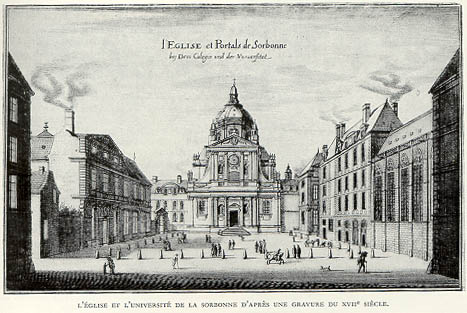
Le collège de Sorbonne au XVIIe siècle après la reconstruction par Richelieu.

D’autres universités sont fondées dans les provinces de France, toutes possèdent une faculté de droit.
- Au XIIIe siècle : Toulouse (1229), Montpellier (1289)
- Au XIVe siècle : Avignon (1303), Orléans (1306), Cahors (1331), Grenoble (1339), Angers (1364), Orange (1365)
- Au XVe siècle : Aix (1409), Franche-Comté (à Dole en 1423 ; transférée à Besançon en 1479, à Poligny en 1482, de nouveau à Dole en 1484 et définitivement à Besançon en 1691), Poitiers (1431), Caen (1432), Bordeaux (1441), Valence (1452), Nantes (1460), Bourges (1463)
- Au XVIe siècle : Reims (1548), Pau (1549), Douai (1559), Pont-à-Mousson (1572 ; transférée à Nancy en 1769), Strasbourg (1538)
- Au XVIIIe siècle : Dijon (1723)

Les principales universités fondées en dehors de la France à cette époque sont celles de Bologne (1088) et de Padoue (1222) ; puis de Naples (1224) et d’Oxford (commencement du XIIe siècle) et de Cambridge (1257) ; de Salamanque (1239) : de Coïmbre (1279) ; de Prague (1348) ; de Cracovie (1400) ; d’Upsal (1476) ; de Heidelberg (1386), Leipzig (1409), Louvain (1425), Tübingen (1477), Wittenberg (1502).
Avant la création de chaires de droit civil au XIXe siècle, la faculté de droit de Paris était appelée « Faculté de décret » (« Consultissima decretorum »), en ancien français « Faculté Décret ». Le décret était la partie du droit qui ne relevait pas des tribunaux ecclésiastiques c'est-à-dire le droit civil et le droit pénal du roi. Spécialisée dans ce domaine intéressant le Parlement, l'université acquit une réputation d'autorité sur ces questions dans tout l'Occident comme l'université de Montpellier pour la médecine. Le Décret de Paris contribua fortement à faire du Parlement de Paris une instance d'appel et partant du duc et roi de France une autorité de recours pour les seigneurs relevant d'autres cours souveraines (Bretagne, Angleterre, Lorraine, etc.) sous prétexte d'une possession dans le ressort direct du royaume de France.
Inversement, ce jeu de bascule politique a fortement contribué au prestige de la faculté, amenée à se prononcer sur les questions les plus importantes. Cette expertise reconnue en « décret » aux docteurs de l'université de Paris naquit cependant dès les premiers temps de l'université avec l'invention par Abailard de la notion de responsabilité, c'est-à-dire de culpabilité fondée sur l'intention et non sur le seul fait, ce qui était la reconnaissance d'une irresponsabilité possible, la naissance du statut de sujet individuel et le fondement du droit moderne.
Avec l'édit de Saint-Germain d'avril 1679, rétablissant l'enseignement du droit romain à Paris (interdit depuis la décrétale Super Specula d'Honorius III), la faculté s'intitula « Faculté de droit civil et canonique ». Au cours de la réorganisation de l'Université qui fait suite à l'expulsion des jésuites en 1762, elle reçoit en 1771 un bâtiment tout neuf place du Panthéon, celui qu'elle occupe encore aujourd'hui. Elle fut fermée, comme les autres facultés françaises, par la Révolution, le 15 septembre 1793. L'« École de droit de Paris » fut créée en 1802, et devint par le décret du 17 mars 1808 portant organisation de l'Université impériale de France la « Nouvelle faculté de droit de Paris ».
Le latin reste cependant la langue employée dans les facultés de droit. Ce n'est qu'en 1679, avec l'édit de Saint-Germain-en-Laye, que le roi décide officiellement d'employer la langue française pour enseigner le droit. Celui-ci, qui autorise l'enseignement du droit romain à Paris, lequel avait été interdit par le pape Honorius III au XIIIe siècle, créé également des chaires pour l'enseignement du « droit français contenu dans les ordonnances et dans les coutumes ». La Troisième République marque un tournant dans la réorganisation des Facultés de droit en France. Le champ institutionnel est révélateur des bouleversements que connaît l’enseignement juridique à l’aune du nouveau régime, alors qu’il était précédemment emprisonné dans les cadres napoléoniens du début du XIXe siècle. C’est ainsi que l’on assiste à la création, certes contenue, mais significative et inédite de nouveaux établissements publics d’enseignement juridique, comme à Bordeaux ou encore à Lyon.
En outre cette province, acclimatée à l’ombre de sa grande sœur parisienne, commence alors à s’aventurer en pleine lumière, impulsant ainsi une nette évolution du paysage universitaire. Mais plus significative encore est une cascade de réformes qui portent sur les diplômes –licence et doctorat– ou encore la mutation des programmes, comme en témoigne l’irruption dans les facultés du droit public ainsi que de l’économie politique, et les nombreuses hésitations par rapport à la jeune sociologie. Les facultés de droit se doivent aussi de relever le défi de la fin du monopole public de l’enseignement juridique, avec la création des facultés libres.

### Révolutions des facultés
La loi du 11 floréal de l'an X (1er mai 1802, pendant le Consulat ) met en place le principe d'une nouvelle organisation (voir ci-contre). C'est la loi du 22 Ventôse An XII (13 Mars 1804) présentée par le conseiller d'État Théophile Berlier qui créé les écoles de droit. On établit les grades, qui deviennent des garanties d’État et qui permettent de réglementer certaines professions, notamment celles de santé et du droit ; ainsi les examens du doctorat en médecine sont fixés par la loi. Le baccalauréat n’existant pas, il n’y avait pas de conditions pour entrer en école spéciale. En pratique, il faut connaître le latin puisque certains examens se passent en latin.
En 1896, elle fut regroupée avec les quatre autres facultés parisiennes pour former la nouvelle université de Paris.
À la suite de la loi Edgar Faure, elle fut divisée en 1970 entre les universités Paris-I, Paris-II, Paris-IX, Paris-X, Paris-XII et Paris-XIII.
Si la plus grande partie des économistes de la faculté de droit (35 sur 41) ont choisi Paris I, la plupart des juristes (88 sur 108), dont la plupart des privatistes et des historiens du droit et une partie importante des publicistes avaient choisi de perpétuer une université spécialisée - Paris II - alors que leurs collègues faisaient le pari d’une université pluridisciplinaire en ralliant l’université Paris-I. Puis les universités Paris-IX, Paris-X, Paris-XII et Paris-XIII proposèrent aussi des enseignements juridiques.

## Diplômes des facultés de droit

### Anciens
- Bachelier en droit (jusqu'en 1789)
- Diplôme d'études universitaires générales en droit (DEUG) - niveau bac + 2
- Maîtrise en droit - niveau bac + 4
- Diplôme d'études supérieures en droit (DES) - niveau bac + 5
- Diplôme d'études approfondies en droit (DEA) - niveau bac + 5
- Diplôme d'études supérieures spécialisées en droit (DESS) - niveau bac + 5

Concernant le DES, le DEA et le DESS on parlait de troisième cycle universitaire.

### Actuels
- Certificat de capacité en droit réservé aux non bacheliers. Il s'agit d'un diplôme de niveau IV qui permet l'accès à la deuxième année de licence en droit à condition d'obtenir une moyenne supérieure ou égale à 15/20, à défaut à la première année de licence de droit.
- Licence en droit (bac + 3) premier grade octroyant le titre de juriste.
- Maîtrise en droit (bac + 4) délivrée si non poursuite vers le master de droit. Il s'agit d'un diplôme charnière car il est le premier titre permettant de passer les examens d'entrée et les concours aux professions d'avocat, de notaire, d'huissier ou de magistrat.
- Master en droit : master en droit privé ou master en droit public (bac + 5), la majorité des étudiants ayant suivi le master 1 (maîtrise) poursuivent par ce diplôme, excepté s'ils choisissent de poursuivre par un cursus en écoles supérieures de commerce, en Institut d'études politiques, master non juridique, ou tenter directement les concours de l'École nationale de la magistrature ou d'Instituts d'études judiciaires.
- Doctorat en droit (bac + 8), diplôme nécessaire pour devenir maître de conférences et enseigner en faculté.